# Sistema financiero global

Evolución del producto interior bruto (PIB) de la humanidad en los últimos 2000 años.

El sistema financiero global es el marco mundial de acuerdos legales, instituciones y agentes económicos tanto formales como informales que en conjunto facilitan flujos internacionales de capital financiero para propósitos de inversión y financiamiento comercial. Desde que emergió a finales del siglo XIX durante la primera ola moderna de globalización económica, su evolución es definida por el establecimiento de bancos centrales, tratados multilaterales, y organizaciones internacionales dirigidas a mejorar la transparencia, regulación y eficiencia de los mercados internacionales: 74 : 1 . A finales del siglo XIX la migración mundial y las tecnologías para la comunicación facilitaron un crecimiento sin precedentes en el comercio internacional y la inversión. En el inicio de la Primera Guerra Mundial, el comercio se contrajo como resultado de que los mercados de divisas se paralizaron a causa de la liquidez del mercado monetario. Los países intentaban defenderse de las crisis externas con políticas proteccionistas y el comercio se detuvo virtualmente en 1933., empeorando los efectos de la Gran Depresión hasta que una serie de acuerdos comerciales recíprocos lentamente redujo los aranceles a nivel mundial. Los esfuerzos para renovar el sistema monetario internacional después de la Segunda Guerra Mundial mejoraron la estabilidad del tipo de cambio, promoviendo un crecimiento récord en las finanzas globales.
Una serie de devaluación de divisas y crisis petroleras en los 70's provocó que las monedas de la mayoría de los países fluctuaran. La economía mundial incremento su integración financiera en los 80's y 90's debido a la liberación de la cuenta de capital y la desregulación financiera. Una serie de crisis financieras en Europa, Asia, y América Latina seguidas por efectos contagiosos debido a una mayor exposición a flujos de capital volátiles. La crisis financiera global, que se originó en los Estados Unidos en el 2007, rápidamente se propagó entre las demás naciones y es conocida como el catalizador para la Gran Recesión a nivel mundial. Un ajuste de mercado al incumplimiento de Grecia con su unión monetaria en el 2009 originó una crisis de deuda soberana entre las naciones europeas conocida como la Crisis de la zona euro.
La decisión de un país de operar una economía abierta y globalizar su capital financiero lleva consigo implicaciones monetarias reflejadas en la balanza de pagos. También implica exposición a los riesgos de las finanzas internacionales, como deterioro político, cambios regulatorios, control de divisas, e incertidumbres legales de derechos de propiedad e inversiones. Tanto individuos como grupos participan en el sistema financiero global. Los consumidores y los negocios internacionales se encargan del consumo, producción e inversión. Los cuerpos gubernamentales e intergubernamentales actúan como promotores del comercio internacional, el desarrollo económico y la gestión de crisis. Los cuerpos reguladores establecen regulaciones financieras y procedimientos legales, mientras que los cuerpos independientes facilitan la supervisión de la industria. Los institutos de investigación y otras asociaciones analizan información, publican reportes e informes normativos, y hacen discursos públicos sobre asuntos financieros globales.
Mientras que el sistema financiero global esta en el borde hacia una mayor estabilidad, los gobiernos deben lidiar con diversas necesidades regionales y nacionales. Algunas naciones están tratando de discontinuar ordenadamente las políticas poco convencionales instaladas para lograr recuperarse, mientras que otras se encuentran expandiendo su alcance y escala. Los legisladores de los mercados emergentes enfrentan un desafío de precisión ya que deben instituir cuidadosamente políticas macroeconómicas sustentables durante una sensibilidad de mercado extraordinaria sin provocar que los inversionistas retiren su capital hacia mercados más fuertes. La inhabilidad de las naciones para alinear sus intereses y lograr un consenso internacional en temas como regulación bancaria ha perpetuado el riesgo de futuras catástrofes financieras a nivel global.

## Historia de la arquitectura financiera internacional

### Surgimiento de la globalización financiera: 1870–1914

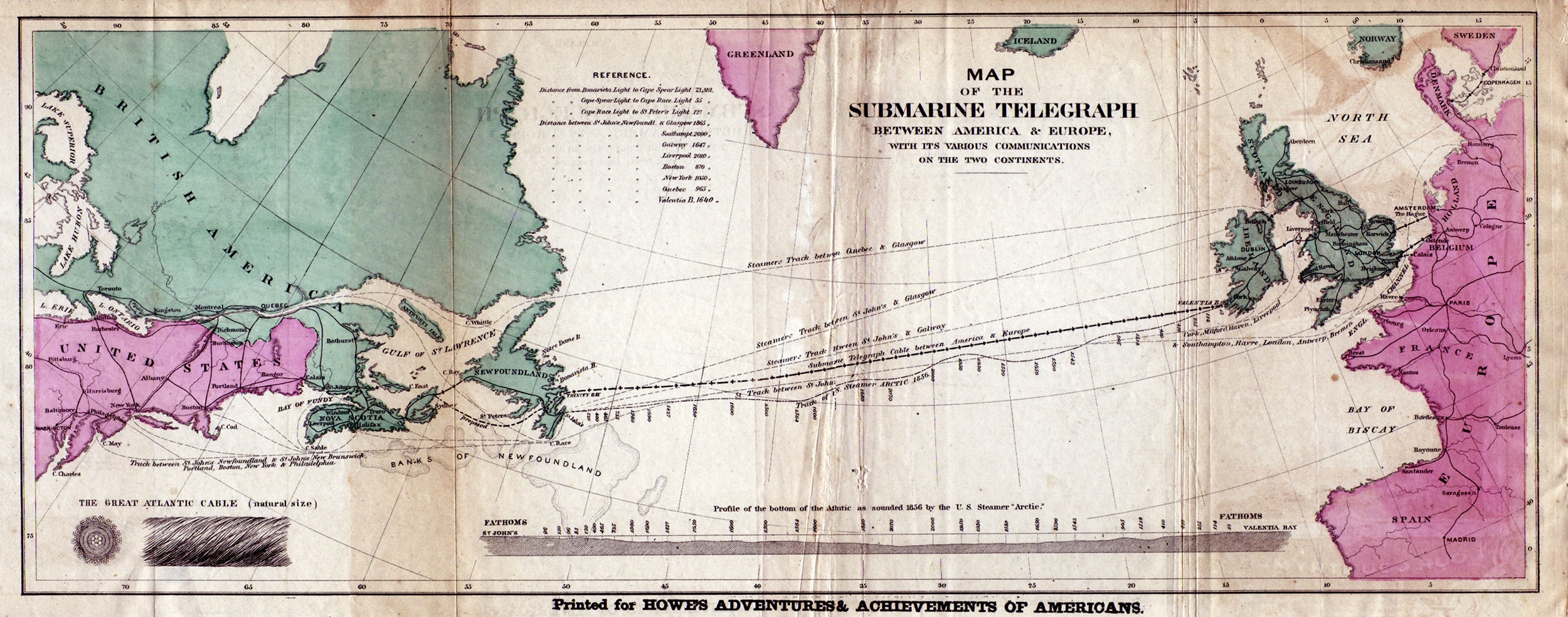
Un mapa mostrando la ruta del primer cable telegráfico transatlántico colocado para conectar a Norteamérica y Europa.

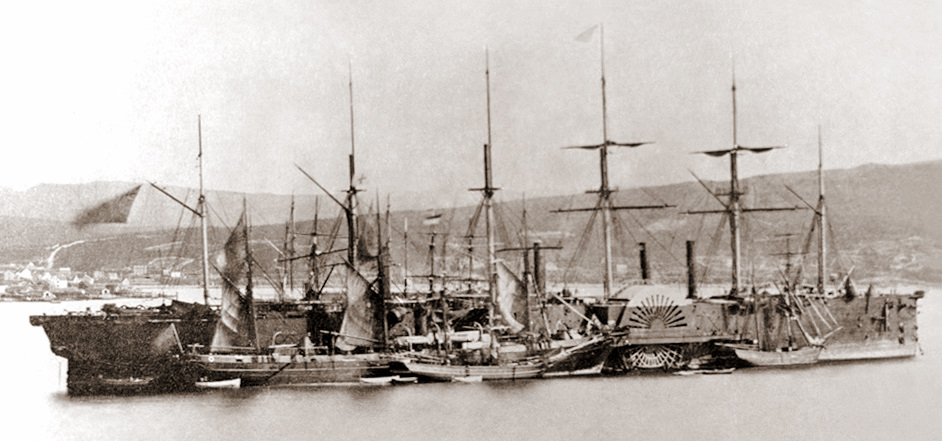
El Great Eastern, un barco de vapor que colocó el cable transatlántico bajo el océano.

El mundo experimentó cambios substanciales antes de 1914, los cuales crearon un ambiente favorable para incrementar el desarrollo de centros financieros internacionales. Principalmente entre esos cambios estaba el crecimiento sin precedentes de los flujos de capital y la rápida integración de centros financieros resultante, así como una comunicación más rápida. Antes de 1870, Londres y París existían como los únicos centros financieros prominentes en el mundo. Berlín y Nueva York pronto alcanzaron una distinción a la par de Londres y París. Una gama de centros financieros más pequeños se hizo importante a medida que encontraron nichos de mercado como Ámsterdam, Bruselas, Zúrich y Ginebra. Londres permaneció como el centro financiero internacional líder en las cuatro décadas anteriores a la Primera Guerra Mundial.: 74–75 : 3 
La primera ola moderna de globalización económica durante el periodo de 1870-1914, marcado por la expansión del transporte, niveles récord de migración, medios de comunicación mejorados, expansión comercial, y crecimiento en la transferencia de capital.: 75   A mediados del siglo XIX, el sistema de pasaporte en Europa se disolvió a medida que el transporte ferroviario se expandió rápidamente. La mayoría de los países expidiendo pasaportes no requerían que los portaran, por lo tanto las personas podían viajar libremente sin ellos. La estandarización de los pasaportes internacionales no se presentaría hasta 1980 bajo la orientación de la Organización de Aviación Civil Internacional  de las Naciones Unidas. De 1870 a 1915, 36 millones de Europeos emigraron de Europa. Aproximadamente 25 millones (o 70%) de estos viajeros migró a los Estados Unidos, mientras que el resto fueron a Canadá, Australia, Argentina, y Brasil. Europa en sí misma experimento una entrada de extranjeros de 1860 a 1910, creciendo de 0.7% de la población a 1.8%. Mientras que la ausencia de requerimientos significativos de pasaporte permitían el tránsito libre, la migración en una escala tan grande habría sido exhoribitantemente difícil de no ser por los avances tecnológicos en los medios de transporte, particularmente la expansión de los viajes ferroviarios y el dominio de los barcos de vapor sobre las tradicionales embarcaciones de vela. El kilometraje ferroviario mundial creció de 205,000 kilómetros en 1870 a 925,000 kilómetros en 1906, mientras que el tonelaje de carga de los barcos de vapor sobrepasó aquel de los barcos de vela en la última década del siglo XIX. Los avances como el teléfono el telégrafo inalámbrico (el precursor de la radio) revolucionaron la telecomunicación proveyendo comunicación instantánea. En 1866, el primer cable transatlántico fue colocado debajo del océano para conectar Londres y Nueva York, mientras que Europa y Asia se conectaron a través de nuevas líneas fijas.: 75–76 : 5 
La globalización económica creció bajo el libre comercio, comenzando en 1860 cuando el Reino Unido entró al acuerdo de libre comercio comercio con Francia conocido como el Tratado Cobden Chevalier. Sin embargo, la era dorada de esta ola de globalización soportó un regreso al proteccionismo entre 1880 y 1914. En 1879 el canciller alemán Otto von Bismarck introdujo aranceles proteccionistas en bienes agrarios y manufactureros, convirtiendo a Alemania en la primera nación en instituir nuevas políticas comerciales. En 1982, Francia introdujo el Arancel Mèline, elevando de manera importante los derechos de aduana en ambos, bienes agrarios y manufactureros. Estados Unidos mantuvo un fuerte proteccionismo durante la mayor parte del siglo XIX., imponiendo obligaciones aduaneras de entrada de 40 y 50% en bienes importados. A pesar de estas medidas, el comercio internacional continuó creciendo sin desacelerarse. Paradójicamente, el comercio internacional creció a una tasa mucho mayor durante la fase proteccionista de la primera ola de globalización que durante la pase de libre comercio provocada por el Reino Unido.: 76–77 
El crecimiento sin precedentes en la inversión extranjera a finales del siglo XIX y en el siglo XX sirvió como el principal impulsor de la globalización financiera. El total global de capital invertido en el extranjero era de $44 billones de dólares en 1913 ($1.02 trillones en dólares del 2012), con el capital más grande de activos extranjeros poseído por Reino Unido (42%), Francia (20%), Alemania (13%) y Estados Unidos (8%). Los Países Bajos, Bélgica y Suiza justos mantenían inversiones extranjeras a la par de Alemania de alrededor de 12%.: 77–78 

#### Pánico financiero de 1907

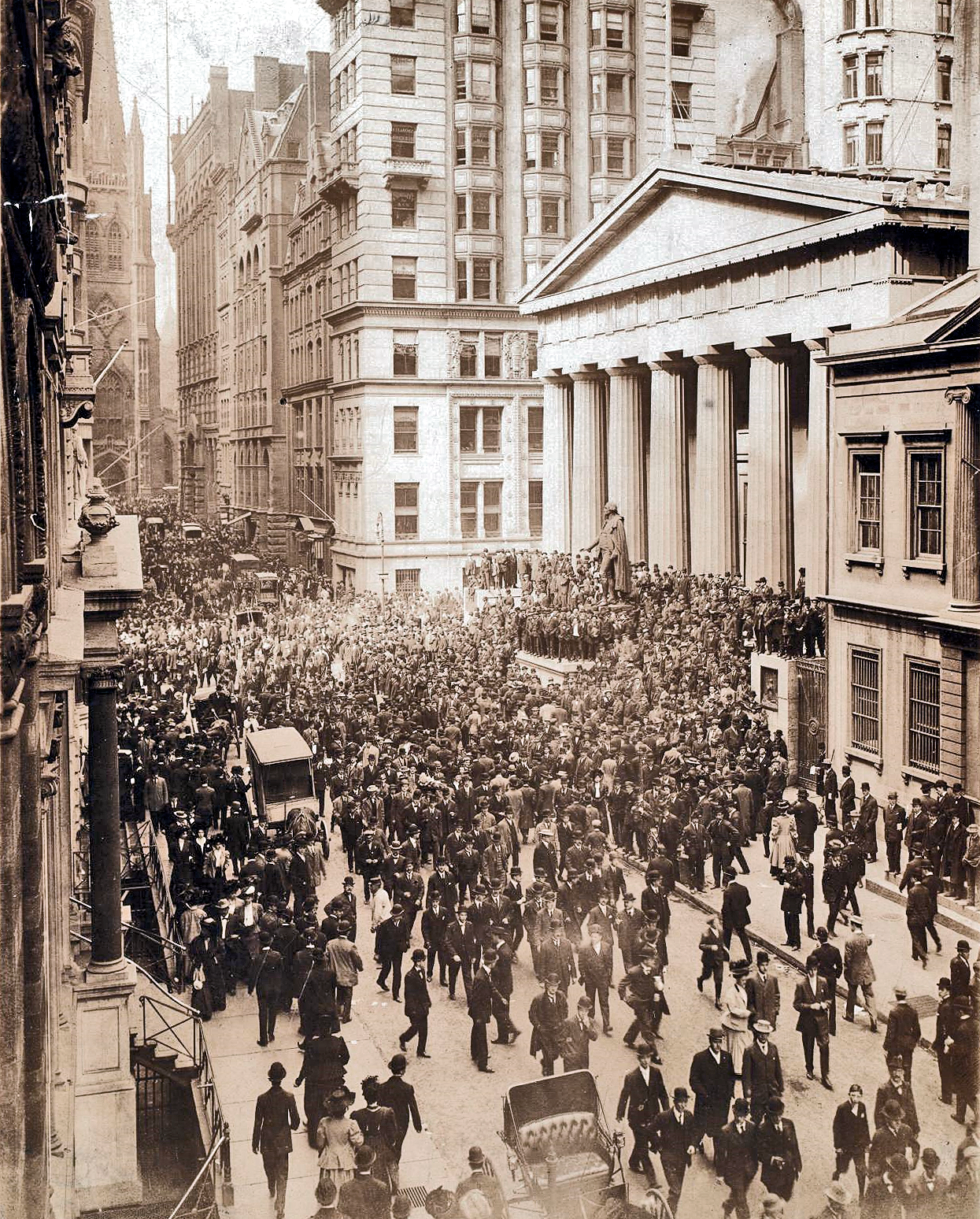
Una multitud formada en Wall Street durante el Pánico Financiero de 1907.

En octubre de 1907, Estados Unidos experimentó una corrida bancaria en la compañía Knickerbocker Trust, forzando al fideicomiso a cerrar el 23 de octubre de 1907, provocando diversas reacciones. El pánico se mitigó cuando el secretario del tesoro de los Estados Unidos George B. Cortelyou y John Pierpont "J.P." Morgan depositaron $25 y $35 millones, respectivamente, en los bancos de la reserva de la ciudad de Nueva York, permitiendo que los retiros se cubrieran completamente. La corrida bancaria en Nueva York condujo a una crisis del mercado monetario la cual ocurrió al mismo tiempo que creció la demanda de crédito solicitado por exportadores de cereal y granos. Debido a que estas demandas podían ser atendidas únicamente a través de la adquisición de cantidades substanciales de oro en Londres, los mercados internacionales estuvieron expuestos a la crisis. El Banco de Inglaterra había mantenido una tasa de préstamo artificialmente alta hasta 1908. Para atender el flujo de oro a los Estados Unidos, el Banco de Inglaterra organiza una reserva entre 24 diferentes naciones, de las cuales el Banco de Francia temporalmente prestó 3 millones de euros (GBP, 305.6 millones en 2012 GBP) en oro.: 123–124 

#### Nacimiento del Sistema de Reserva Federal de EUA: 1913
El Congreso de los Estados Unidos aprobó el Acta de la Reserva Federal en 1913, dando origen al Sistema de Reserva Federal. Su comienzo atrajo influencia del Pánico de 1907, respaldando la oposición de los legisladores a confiar en inversionistas individuales como John Pierpont Morgan, para servir de nuevo como un prestamista de última instancia. El diseño del sistema también consideraba los hallazgos de la investigación del Comité Pujo de la posibilidad de una confianza de moneda en la cual la concentración de Wall Street de la influencia sobre asuntos financieros nacionales era cuestionada y en la cual los banqueros de inversión eran sospechosos de un inusual profundo involucramiento en las directivas de corporaciones manufactureras. A pesar de que los hallazgos del comité fueron inconclusos, la posibilidad era suficiente para motivar el apoyo a la noción resistida por largo tiempo de establecer un banco central. El objetivo principal de la Reserva Federal era convertirse en el único prestamista de última instancia y resolver la falta de elasticidad de la oferta de dinero de Estados Unidos durante significativos desplazamientos de la demanda de dinero. Adicionalmente a los asuntos subyacentes que precipitaron las ramificaciones internacionales de la crisis del mercado monetario en 1907, los bancos de Nueva York fueron liberados de la necesidad de mantener sus reservas y comenzaron a tomar mayores riesgos. El nuevo acceso a las instalaciones de redescuento les permitió lanzar ramas internacionales, fortaleciendo la rivalidad de Nueva York con el competitivo mercado monetario de Londres.: 123–124 : 53 : 18 

### Periodo entre guerras: 1915–1944

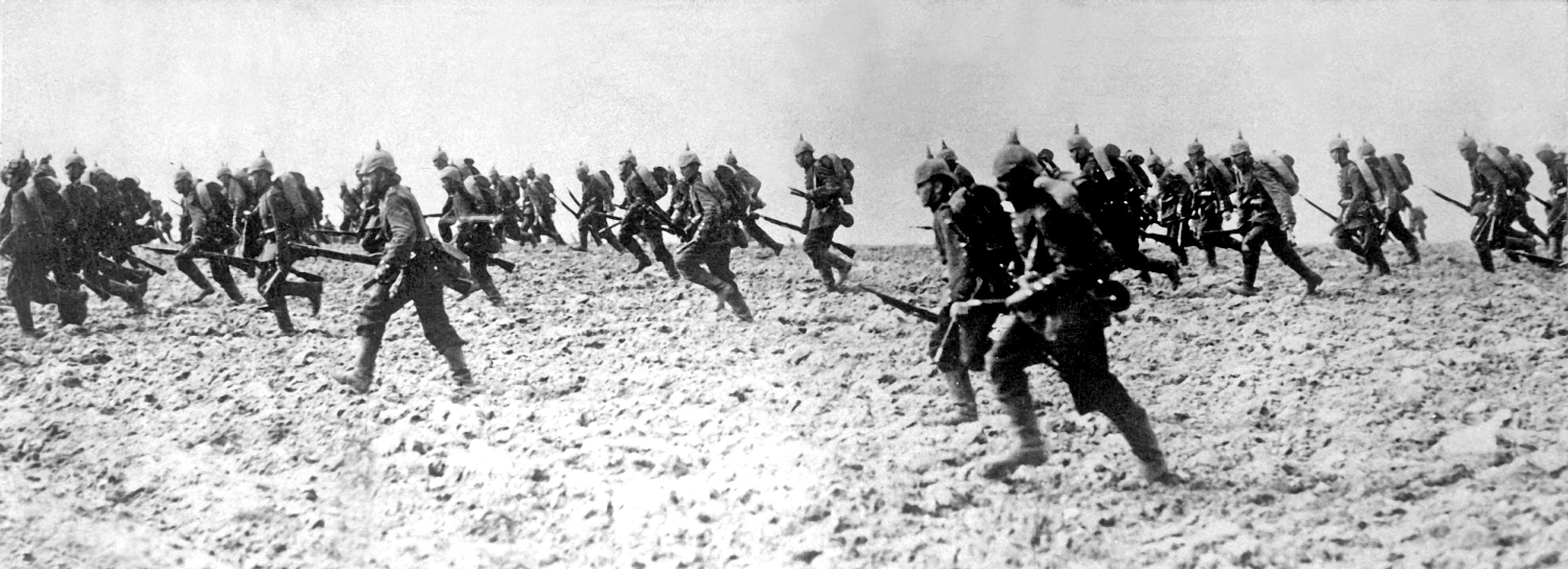
Infantería alemana cruzando un campo de batalla en Francia en agosto de 1914.

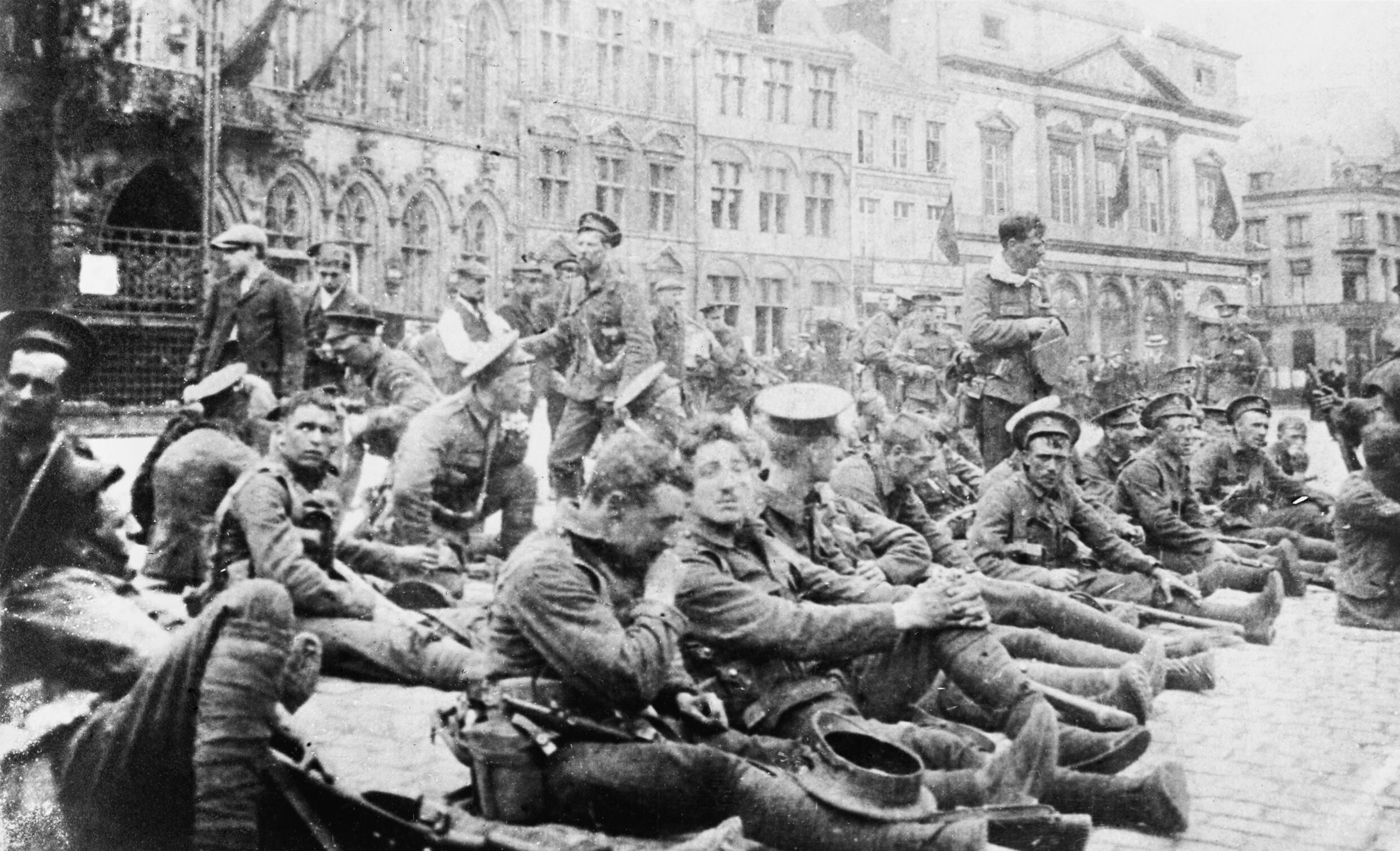
Soldados británicos descansando antes de la Batalla de Mons con las tropas alemanas en el borde francés en agosto de 1914.

Los economistas se han referido al comienzo de la Primera Guerra Mundial como el fin de la era de la innocence para los mercados de divisas, debido a que fue el primer conflicto geopolítico que tuvo un impacto desestabilizador y paralizante. El reino Unido declaró la Guerra a Alemania el 4 de agosto de 1914, acto seguido por la invasión alemana a Francia y Bélgica. En las semanas anteriores, el mercado de divisas en Londres fue el primero en manifestar angustia. Las tensiones europeas y la creciente incertidumbre política motivó a los inversionistas a buscar liquidez, llevando a los bancos comerciales a pedir gran cantidad de préstamos del mercado de descuento de Londres. A medida que el mercado monetario se ajustaba, los prestamistas a descuento comenzaron a redescontar sus reservas en el Banco de Inglaterra en vez de descontar nuevas libras esterlinas. El Banco de Inglaterra fue forzado a elevar las tasas de descuento diariamente for tres días de 3% en julio 30 a 10% en agosto 1. Debido a que los inversionistas extranjeros recurrieron a comprar libras para transferencias a Londres solo para pagar sus recientemente valores a vencimiento, la repentina demanda de libras condujo a la apreciación de la libra más allá de su valor oro contra la mayoría de las divisas más importantes, se depreció fuertemente contra el Franco después de que los bancos franceses comenzaron a liquidar sus cuentas en Londres. Las transferencias a Londres se hicieron más difíciles y culminaron en un tipo de cambio récord de $6.50 USD/GBP.  Se introdujeron medidas de emergencia en forma de moratorias y "fiestas bancarias" prolongadas, pero no tuvieron efecto debido a que los contratos financieros se hicieron informalmente incapaces de ser negociados y los embargos de exportación frustraron los embarques de oro. Una semana más tarde, el Banco de Inglaterra comenzó a manejar el estancamiento en el mercado de divisas estableciendo un nuevo canal para pagos transatlánticos en el cual los participantes podrían hacer pagos de transferencias al Reino Unido depositando oro designado para una cuenta del Banco de Inglaterra con el ministro de Finanzas de Canadá, y a cambio recibían libras esterlinas a un tipo de cambio de $4.90. Aproximadamente $104 millones de dólares en transferencias fluyeron a travesee de este canal en los dos meses posteriores. Sin embargo, la liquidez de la libra esterlina no mejoró debido a una inadecuada asistencia para los bancos mercantiles recibiendo deudas esterlinas. Debido a que la libra esterlina era la divisa de reserva mundial y la moneda fuerte, la liquidez del mercado y la resistencia de los bancos mercantiles a aceptar deudas esterlinas dejó a los mercados de divisas paralizados.: 23–24 
El gobierno de Reino Unido intentó diversas medidas para revivir el mercado de divisas de Londres, de las cuales la más notable fue implementada el 5 de septiembre para extender la precia moratoria hasta octubre y permitir al Banco de Inglaterra prestar fondos para ser pagados al final de la guerra en un esfuerzo para establecer aceptaciones sobresalientes o no pagadas para transacciones de divisas. A mediados de octubre, el mercado de Londres comenzó a funcionar correctamente como resultado de las medidas de septiembre. La guerra continuó presentando circunstancias desfavorables para el mercado de divisas, como clausura prolongada de la Bolsa de Londres, el re-direccionamiento de los recursos económicos para apoyar una transición de producir exportaciones a producir armamento militar, y una infinidad de alteraciones de fletes y correspondencia. La libra esterlina disfrutó una estabilidad general a lo largo de la Primera Guerra Mundial, en gran medida debido a varios medidas tomadas por el gobierno del Reino Unido para influenciar el valor de la libra de modo que se les proveyera a los individuos libertad de continuar comerciando divisas. Aquellas medidas incluían intervenciones de mercado abierto en divisas, pedir préstamos en monedas extranjeras en vez de libras esterlinas para financiar actividades de guerra, control de salida de capital, y restricciones de importación limitada.: 25–27 
En 1930, los Aliados de la Primera Guerra Mundial establecieron el Bank for International Settlements (BIS). El principal propósito del BIS era administrar el pago programado de reparaciones impuesto por el Tratado de Versalles en 1919, y funcionar como banco para los bancos centrales de todo el mundo. Las naciones deben mantener parte de sus reservas como depósitos con esta institución. También sirve como foro para la cooperation de la banca central y la investigación en materia monetaria y financiera. El BIS también opera como un fideicomiso general y un facilitador de acuerdos financieros entre naciones.: 182 : 531–532 : 56–57 : 269 

#### Arancel SmooT–Hawley de 1930
El presidente de los Estados Unidos Herbert Hoover firmó la Ley Arancelaria Smoot-Hawley el 17 de junio de 1930. El propósito del arancel era proteger a la agricultura en Estados Unidos, pero los representantes del congreso finalmente elevaron los aranceles para bienes manufacturados resultando en obligaciones tan altas como 53% en varios miles de bienes. Veinticinco aliados comerciales respondieron introduciendo nuevos aranceles en un amplio rango de bienes estadounidenses. Hoover estaba presionado y obligado a adherirse a la plataforma de 1928 del Partido Republicano, la cual buscaba aranceles proteccionistas para aliviar las presiones del mercado en los negocios agrícolas de la nación y reducir la tasa de desempleo. La culminación de la Crisis de 1929 y el principio de la Gran Depresión incrementaron los temores, además de presionar a Hoover a actuar con políticas proteccionistas en contra del consejo de Henry Ford y más de 1,000 economistas quienes protestaron solicitando un veto del acta. .: 175–176 : 186–187 : 43–44  Las exportaciones provenientes de Estados Unidos se desplomaron 60% de 1930 a 1933.: 118  El comercio internacional a nivel mundial virtualmente se detuvo.: 125–126  Las ramificaciones internacionales del arancel Smoot-Hawley, incluyendo políticas comerciales proteccionistas y discriminatorias son atribuidas por los economistas con la prolongación y propagación mundial de la Gran Depresión .: 2 : 108 : 33 

#### Abandono formal del Patrón Oro

Ingreso per cápita a lo largo de la Gran Depresión visto desde una perspectiva internacional. Los triángulos marcan los puntos en los cuales las naciones abandonaron el patrón oro suspendiendo la convertibilidad o devaluando sus monedas contra el oro.

El patrón oro clásico fue establecido en 1821 por el Reino Unido cuando el Banco de Inglaterra permitió el reembolso de su papel moneda por lingotes de oro. Francia, Alemania, los Estados Unidos, Rusia y Japón cada uno adoptaron el patrón oro uno por uno de 1878 a 1897, marcando así la aceptación internacional. La primera salida del patrón oro ocurre en agosto de 1914 cuando estas naciones establecieron prohibiciones comerciales en exportación de oro y suspendieron el reembolso de oro por papel moneda. Después del final de la Primera Guerra Mundial el 11 de noviembre de 1918, Austria, Hungría, Alemania, Rusia, y Polonia comenzaron a experimentar hiperinflación. Habiendo informalmente salido del patrón, la mayoría de las divisas fueron alimentadas con ajustes al tipo de cambio y se les permitió fluctuar. La mayoría de las miners a lo largo de este periodo buscaron obtener ventajas nacionales y reforzar las exportaciones depreciando sus monedas a niveles atractivos. Numerosos países, incluyendo a Estados Unidos, realizaron intentos poco entusiastas y descordinados para restaurar el patrón oro. Los primeros años de la Gran Depresión provocaron quiebras bancarias en Estados Unidos, Austria y Alemania, lo cual colocó presión en las reservas de oro en el Reino Unido a tal grado que el patrón oro se hizo insostenible. Armenia se convirtió en la primera nación en abandonar formalmente el patrón oro cuando el Dresdner Bank implemento control de divisas y se declaró en bancarrota el 15 de julio de 1931. En septiembre de 1931, Reino Unido permitió la fluctuación libre de la libra esterlina. Para finales de 1931, un grupo de países incluyendo Austria, Canadá, Japón y Suecia abandonaron el oro. Después de las quiebras bancarias generalizadas y la caída de las reservas de oro, Estados Unidos rompió el patrón oro en abril de 1933. Francia no se ajustaría hasta 1936 debido a que los inversionistas huían del franco debido a preocupaciones políticas sobre el gobierno del primer ministro Léon Blum.: 58 : 414 : 32–33 

#### Liberación del comercio en Estados Unidos
Los desastrosos efectos del arancel Sommot-Hawley resultaron déficits para la campaña re-electiva de Herbert Hover en 1932. Franklin D. Roosevelt se convirtió en el presidente número 32 de EUA y el Partido Demócrata trabajó para revertir el proteccionismo comercial en favor de la liberalización del comerció. Como una alternativa a recortar los aranceles en todas las importaciones, los Demócratas abogaron por reciprocidad de comercio. El congreso de EU aprobó el Acta de Acuerdos de Comercio Recíprocos en 1934, con la intención de restaurar el comercio global y reducir el desempleo. La legislación autorizaba al Presidente Roosevelt a negociar acuerdos de comercio bilateral y reducir los aranceles considerablemente. Si un país acordaba reducir los aranceles en ciertas mercancías, EU habría instituido las correspondientes reducciones para promover el comercio entre las dos naciones. Entre 1934 y 1947, EUA negoció 29 acuerdos de este tipo y la tasa promedio de aranceles se redujo aproximadamente un tercio durante este mismo periodo. La legislación continue una importante cláusula de la nación más favorecida, a través de la cual los aranceles eran igualados a todos los países, de modo que los acuerdos comerciales no resultarían en tasas arancelarias preferentes o discriminatorias con ciertos países en cualquier importación en particular, debido a las dificultades e ineficiencias asociadas con diversas tasas arancelarias. La cláusula efectivamente generalizaba reducciones arancelarias de acuerdos comerciales bilaterales, finalmente reduciendo las tasas arancelarias a nivel mundial.: 176–177 : 186–187 : 108 

### El auge del orden financiero Bretton Woods: 1945

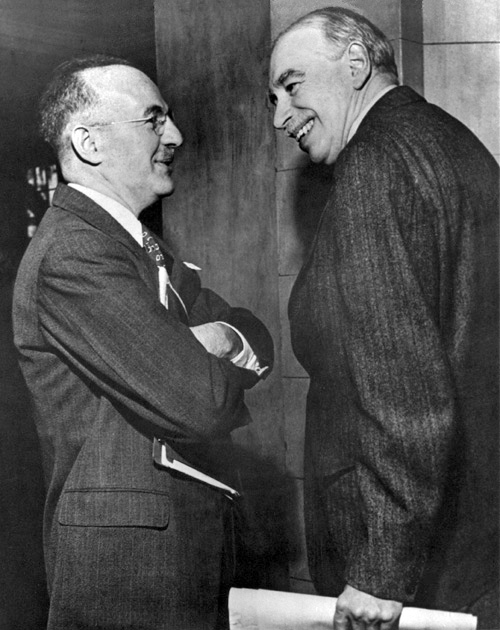
Asistente de la Secretaría de Tesoro de EUA, Harry Dexter White (izquierda) y John Maynard Keynes, consejero honorario de la tesorería de Reino Unido en la reunión inaugural del Panel de Gobernantes del Fondo Monetario Internacional en Savannah, Georgia, EU., 8 de marzo de 1946.

A medida que el commons de las Naciones Unidas como una entidad intergubernamental lentamente comenzó a formalizarse en 1944,  los delegados de 44 de sus primeros Estados miembro se reunieron en un hotel en Bretton Woods, para la Conferencia Monetaria y Financiera de las Naciones Unidas, comúnmente conocida como la conferencia Bretton Woods. Los delegados permanecían conscientes de los efectos de la Gran Depresión, los obstáculos para mantener el patrón oro intentional durante los años 30s, e inestabilidades de mercado relacionadas. Considerando que el diálogo previo sobre el sistema monetario internacional se enfocaba en tasas de cambio fijas contra variables, los delegados de Bretton Woods favorecieron al tipo de cambio fijo por su flexibilidad. Bajo este sistema, las naciones fijarían sus tasas de cambio al dólar estadounidense, el cual sería convertible a oro a $35 dólares por onza.: 448 : 34 : 3 : 6  A este acuerdo comúnmente se le conoce como el sistema Bretton Woods. En lugar de mantener tasas fijas, las naciones vincularían sus monedas con el dólar estadounidense y permitirían a sus tasas de cambio fluctuar en una banda del 1% de la paridad acordada. Para cubrir este requerimiento, los bancos centrales tendrían que intervenir a través de la venta o adquisición de sus monedas contra el dólar.: 491–493 : 296 : 21  Los members podrían ajustar sus vinculaciones en respuesta a un desequilibrio fundamental a largo plazo en la balanza de pagos, pero eran responsables de corregir los desequilibrios a través de herramientas de política fiscal o monetaria antes de recurrir a estrategias de revinculación.: 448 : 22  La vinculación ajustable permitía una mayor estabilidad del tipo de cambio para transacciones commercials y financieras lo cual promovió un crecimiento sin precedentes en el comercio internacional y la inversión extranjera. Este rasgo surgió de las experiencias de los delegados en los 30s cuando los tipos de cambio excesivamente volátiles y los controles reactivos de cambio proteccionistas que siguieron resultaron destructivos para el comercio y prolongaron los efectos deflacionarios de la Gran Depresión. La movilidad de capital enfrentó de hecho límites bajo el sistema debido a que los gobiernos instituyeron restricciones de flujos de capital y alinearon sis políticas monetarias para apoyar sus vinculaciones.: 448 : 38 : 91 : 30 
Un componente importante de los acuerdos Bretton Woods fue la creación de dos nuevas instituciones financieras internacionales, el Fondo Monetario Internacional (FMI) y el Banco Internacional de Reconstrucción y Fomento (BIRF). Colectivamente referidas como las instituciones Bretton Woods, comenzaron a operar en 1947 y 1946 respectivamente. El fondo monetario internacional fue establecido para apoyar al sistema monetario facilitando la cooperación en asuntos monetarios internacionales, proveyendo consejo y asistencia técnica a los miembros, y ofreciendo préstamos de emergencia a naciones experimentando repetidas dificultades restaurando el equilibrio de la balanza de pagos. Los miembros aportarían fondos a una reserva de acuerdo con participación del producto bruto mundial, de la cual serían emitidos los préstamos de emergencia.: 21 : 9–10 : 20–22  Los Estados miembros estaban autorizados y alentados a emplear controles de capital tanto como fuera necesario para administrar desequilibrios de pagos y alcanzar los objetivos de vinculación, pero se les prohibía depender del financiamiento del Fondo Monetario Internacional posts cubrir hemorragias de capital a corto plazo.: 38  Mientras que el FMI fue instituido para guiar a los miembros y proveer una ventana de financiamiento a corto plazo para los déficits recurrentes de la balanza de pagos, el BIRF fue establecido para servir como una clase de intermediario financiero para encaminar el capital global hacia oportunidades de inversión a largo plazo y proyectos de reconstrucción de la postguerra.: 22  La creación de estas organizaciones fue un acontecimiento crucial en la evolución de la arquitectura financiera internacional, y algunos economistas lo consideran el logro más significativo de cooperación multilateral después de la Segunda Guerra Mundial.: 39 : 1–3  Desde el establecimiento de la Asociación Internacional de Fomento en 1960, el BIRF y la AIF son conocidos en conjunto como el Banco Mundial. Mientras que el BIRF presta a los países en desarrollo de ingresos medios, el IDA extiende el programa de préstamos del Banco ofreciendo préstamos concesionarios y garantías a las naciones más pobres del mundo.

#### Acuerdo general sobre aranceles aduaneros y comercio: 1947
En 1947, 23 países concluyeron el Acuerdo General sobre aranceles aduaneros y comercio (GATT) en la conferencia de las Naciones Unidas en Ginebra. Los delegados buscaban que el acuerdo bastara mientras que los Estados miembros negociaran la creación de un cuerpo de Naciones Unidas que sería conocido como la Organización Internacional del Comercio (OIC). Debido a que la OIC nunca se ratificó, el GATT se convirtió en el marco para posteriores negociaciones comerciales multilaterales. Los miembros enfatizaron la reciprocidad como un acercamiento a disminuir las barreras en la búsqueda de ganancias mutuas.: 46  La estructura del acuerdo permitía a los que lo firmafaran codificar y fortalecer regulaciones para comerciar bienes y servicios.: 11  GATT estaba centrado en dos preceptos: las relaciones comerciales necesitaban ser equitativas y no discriminatorias, y el subsidio de exportaciones no agrícolas debía ser prohibido. De ese modo, la cláusula de la nación más favorecida prohibía a los miembros ofrecer tasas arancelarias preferentes a cualquier país que de otra manera no se igualaría a los miembros del GATT.: 460  El acuerdo proveía a los gobiernos con una estructura transparente para manejar las relaciones comerciales y evitar las presiones proteccionistas.: 108  Sin embargo los principios del GATT no se extendían a la actividad financiera, consistentemente con el rígido desaliento de movimiento de capital de la era.: 70–71  La ronda inicial de acuerdos logró solo éxito limitado en reducir los aranceles. Mientras que EUA redujo sus aranceles en un tercio, otros signatarios ofrecían concesiones comerciales mucho más pequeñas.: 99 

### Resurgimiento de la globalización financiera

#### Regímenes de tipo de cambio flexible: 1973-presente

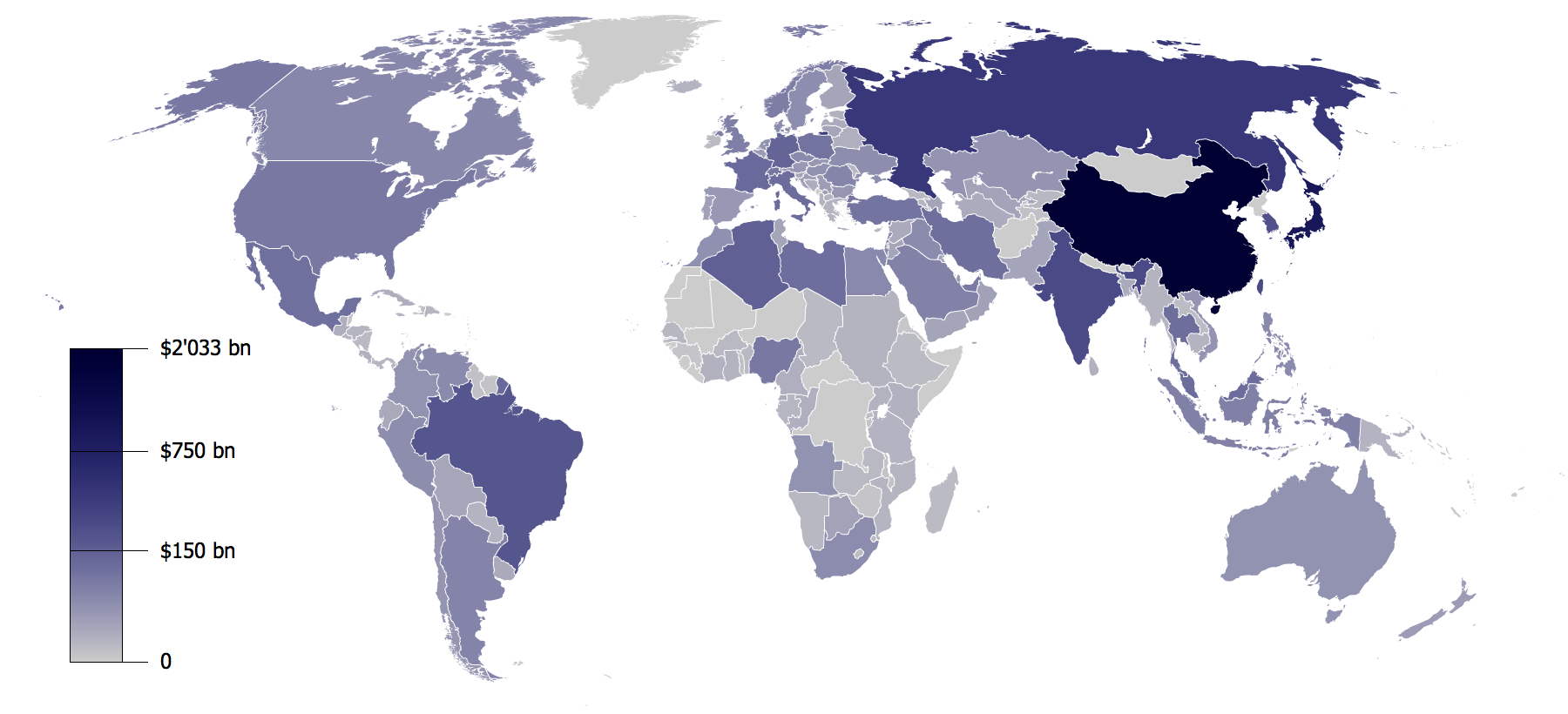
Reservas mundiales de divisas y oro en billones de dólares estadounidenses en 2009.

Aunque la estabilidad del tipo de cambio mantenida por el Sistema Bretton Woods facilitaba la expansión del comercio internacional, el temprano éxito ocultó su desperfecto en la base, en el que no existía mecanismo para incrementar la oferta de reservas internacionales para apoyar el continuo crecimiento en el comercio.: 22  El sistema comenzó a experimentar insuperables presiones de mercado y a deteriorar la cohesión entre sus participantes clave a finales de los 50s y principios de los 60s. Los bancos necesitaban más dólares estadounidenses para mantener como reservas, pero eran incapaces de expandir su oferta de dinero si hacerlo significaba exceder sus reservas de dólares y amenazar la estabilidad de su tipo de cambio. Para ajustarse a estas necesidades, el sistema Bretton Woods dependía de que EUA tuviera déficits de dólares. Como consecuencia, el valor del dólar comenzó a exceder su respaldo de oro. A principios de los años sesenta, los inversionistas podían vender oro por un tipo de cambio de dólar mayor en Londres que en Estados Unidos, señalando a los participantes del mercado que el dólar estaba sobrevalorado. El economista Belga-Americano Robert Triffin definió este problema ahora conocido como el dilema Triffin, en el cual se encuentra el conflicto de intereses nacionales económicos de un país con sus objetivos internacionales como el guardián de la reserva mundial de divisas.: 34–35 
Francia expresó su preocupación sobre el bajo precio artificial del oro en 1968 y solicitó que se regresara al patrón oro. Mientras tanto, un exceso de dólares fluían hacia mercados internacionales a medida que Estados Unidos expandía su oferta de dinero para satisfacer los costos de su campaña militar en la guerra de Vietnam. Sus reservas de oro eran atacadas por inversionistas especulativos resultando en su primer déficit de cuenta corriente desde el siglo XIX. En agosto de 1971, el presidente Richard Nixon suspend el intercambio de dólares estadounidenses por oro como parte del Nixon Shock. La suspensión de la ventana del oro desplazó efectivamente la carga de ajuste de un dólar devaluado a las otras naciones. Los inversores especulativos fueron tras otras divisas y comenzaron a vender dólares antes de que esas divisas fueran revaluadas contra el dólar. Esta entrada de capital representó dificultades para los bancos centrales extranjeros, los cuales se enfrentaron a tener que decidir entre ofertas de dinero inflacionarias, controles de capital altamente ineficientes o tipo de cambio variable.: 34–35 : 14–15  Después de estos infortunios rodeando al dólar estadounidense, el precio en dólares del oro se elevó a $38 dólares por onza y el sistema Bretton Woods fue modificado para permitir fluctuaciones en una banda aumentada de 2.25% como parte del Acuerdo Smithsoniano firmado por los miembros del G10 en diciembre de 1971. El acuerdo retrasó la desaparición del sistema por dos años más.: 6–7  El deterioro del sistema se aceleraba no solo por las devaluaciones del dólar que ocurrieron, sino también por las crisis del energéticas de los años 70s las cuales enfatizaron la importancia de mercados financieros internacionales en la reutilización del petrodollar y el financiamiento de la balanza de pagos. Una vez que la reserva mundial de divisas se vino a flote, otras naciones comenzaron a adoptar regímenes de tipo de cambio variable.: 5–7 

##### Orden financiero post Bretton Woods: 1976

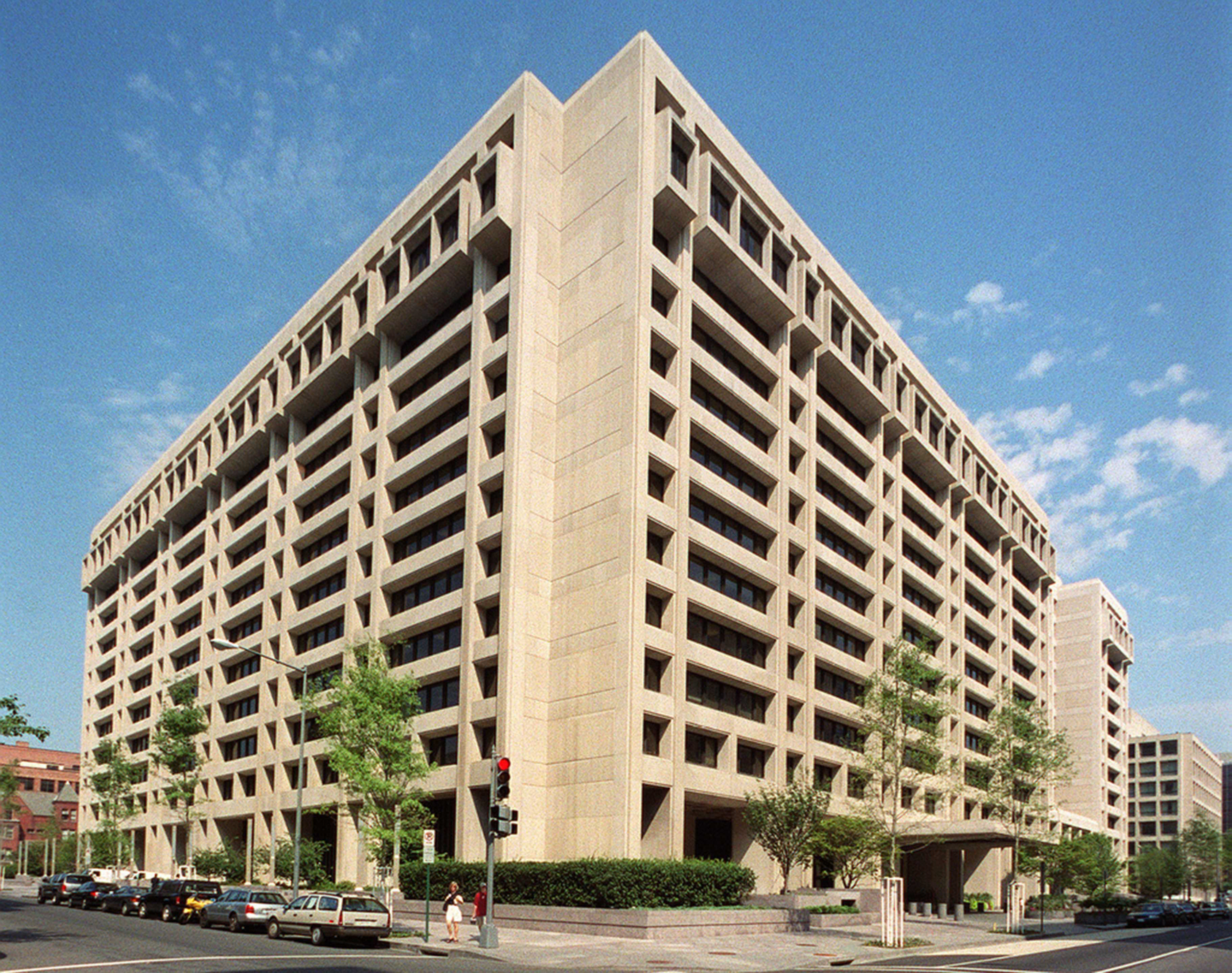
Sede del Fondo Monetario Internacional en Washington D. C.

Como parte de la primera modificación a sus artículos en 1969, el Fondo Monetario internacional desarrolló un nuevo instrumento de reserva llamado Derechos Especiales de Giro (DEG), los cuales podían ser poseídos por los bancos centrales e intercambiados entre ellos mismos y el Fondo como una alternativa a usar oro. Los DEG entraron en servicio en 1970 originalmente como unidades de una canasta de mercado de dieciséis de las principales divisas de países cuyas exportaciones mundiales excedían el 1%. La composición de la canasta cambió a lo largo del tiempo y actualmente está conformada por el dólar estadounidense, euro, yen japonés, y libra británica. Más allá de mantenerlas como reservas, las naciones pueden denominar transacciones entre ellas mismas y el fondo en DEG, a pesar de que el instrumento no es un vehículo para el comercio. En transacciones internacionales, las características del portafolio de la canasta de divisas logran una mayor estabilidad contra las incertidumbres inherentes con las tasas del tipo de cambio variable.  .: 34–35 : 50–51 : 117 : 10  Los derechos especiales de giro eran originalmente equivalentes a una cantidad específica de oro, pero no eran directamente canjeables por oro y en vez de eso servían como un sustituto para obtener otras divisas que podían ser cambiadas por oro. El fondo inicialmente emitió 9.5 millones de DEG de 1970 a 1972.: 182–183 
Los miembros del FMI firmaron el Acuerdo Jamaica en enero de 1976, el cual ratificaba el final del sistema Bretton Woods y re orientaba el papel del fondo a apoyar el sistema monetario internacional. El acuerdo aceptó oficialmente los regímenes de tipo de cambio variable que emergieron después de la caída de las medidas del Acuerdo Smithsoniano. Conjuntamente con los tipos de cambio variables, el acuerdo apoyaba las intervenciones del banco central con el propósito de eliminar la excesiva volatilidad. El acuerdo formalizó retroactivamente el abandono del patrón oro como un instrumento de reserva y el bond subsecuentemente desmonetizó sus reservas doer, regresando el oro a los miembros o vendiéndolo para proveer a las naciones más pobres con fondos de ayuda. Como resultado los países en desarrollo y los países no dotados con recursos de exportación de petróleo gozaban de un mayor acceso a los programas de préstamo del FMI. El fondo continuó apoóyando a las naciones que experimentaban déficits en la balanza de pagos y crisis de divisas, pero comenzó a imponer condiciones en su fonde, las cuales requerían que los países adoptaran políticas con el propósito de reducir los déficits a través de recortes en el gasto e incrementos en los impuestos, reducir las barreras proteccionistas de comercio y una política monetaria contractiva.: 36 : 47–48 : 12–13 
La segunda enmienda a este artículo fue firmada en 1978. Esta, formalizaba legalmente la aceptación de la fluctuación libre y la desmonetización del oro lograda por el Acuerdo Jamaica, y solicitaba a los miembros apoyar tipos de cambio estables a través de políticas macroeconómicas. El sistema post Bretton Woods fue descentralizado de modo que los Estados miembro pudieran elegir un régimen de tipo de cambio. La enmienda también expandió la capacidad de la institución para supervisar y dotar a los miembros con apoyo a la sustentabilidad monetaria a través de la cooperación con el Fondo en la implementación de un régimen.: 62–63 : 138  Este papel es llamado vigilancia del FMI y es reconocido como un punto clave en la evolución del mandato del Fondo, el cual se extendió más allá de los asuntos de la balanza de pago a preocupaciones más amplias con las problemáticas internas y externas de los países sobre las políticas económicas en general.: 148 : 10–11 
Bajo el dominio de los regímenes de tipo de cambio flexible, los mercados de divisas se hicieron significativamente más volátiles. eN 1980, la administración del recientemente elegido presidente de los EUA Ronald Reagan trajo un creciente déficit de la balanza de pagos y déficits de presupuesto. Para financiar estos déficits, Estados Unidos ofreció altas tasas reales de interés artificiales para atraer grandes entradas de capital extranjero. A medida que la demanda dólares por parte de inversionistas extranjeros crecía, el valor del dólar se apreció substancialmente hasta alcanzar su cima en febrero de 1985. El déficit comercial de EU creció a $160 billones en 1985($341 billones en dólares del 2012) como resultado de la fuerte apreciación del dólar. El grupo de los 5 se reunió en septiembre en el Hotel Plaza en la ciudad de Nueva York y se acordó que el dólar debía apreciarse contra las divisas más importantes para resolver el déficit comercial de Estados Unidos y se comprometieron a apoyar este objetivo con intervenciones de mercado de divisas concertadas, en lo que se conoció como el Acuerdo Plaza. El dólar estadounidense se containuó depreciando, pero las naciones industrializadas aumentaron su preocupación de que cayera fuertemente y que la tasa de volatilidad aumentara. Para abordar estas preocupaciones, el G7 (ahora G8) mantuvo una reunión en París en 1987, en la cual acordaron buscar una mayor estabilidad del tipo de cambio y una mejor coordinación de sus políticas macroeconómicas, en lo que se convirtió en el acuerdo de Louver. Este acuerdo se convirtió en el origen del régimen flotante gestionado a trames del cual los bangs centrales conjuntamente intervienen para solucionar devaluaciones o sobre valuaciones en su mercado de divisas para estabilizar de otra manera las divisas de libre flotación. Los tipos de cambio se estabilizaron después de adoptar la flotación administrada en los 90s, con un fuerte desempeño económico de EU de 1997 al 2000 durante la Burbuja punto com. Después de la corrección de la burbuja dot com en el mercado accionario en el año 200 el déficit comercial del país creció, los atentados del 11 de septiembre incrementaron la incertidumbre política y el dólar se comenzó a depreciar en el 2001.: 175 : 36–37 : 37 : 147 : 16–17 

##### Sistema Monetario Europeo: 1979
Después del Acuerdo Smithsonian, los Estados miembros de la Comunidad Económica Europea adoptaron una banda de divisas más estrecha del 1.25% para tipo de cambio entre sus propias divisas, creando un sistema de tipo de cambio fijo a menor escala conocido como  " la serpiente en el tunel". La serpiente fue insostenible debido a que no obligaba a los países de la CEE a coordinar políticas macroeconómicas. En 1979, el sistema monetario europeo retiró progresivamente la serpiente monetaria. El SME presentó dos componentes: la Unidad Monetaria Europea (UME), una canasta artificial de mercado promedio ponderado de las divisas de los miembros de la Unión Europea, y el Mecanismo de tipos de cambio (MTC), un procedimiento para administrar las fluctuaciones de tipo de cambio manteniendo una paridad calculada de valores a la par de las divisas.: 130 : 42–44 : 185  La matriz de paridad se derivaba de las paridades que cada país estableció para su moneda con las demos divisas en el sistema, denominada en términos de UME. Los pesos entre las UME cambiaban en respuesta a las variaciones en los calores de cada moneda en la canasta. Bajo el mecanismo de tipos de cambio, si un tipo de cambio estaba en su límite superior o inferior (en una banda de 2.25%), ambas naciones en esa paridad de divisas estaban obligadas a intervenir colectivamente en el mercado de divisas y comprar la moneda sobre valuada o devaluada como fuera necesario para regresar el tipo de cambio a su valor a la par de acuerdo con la matriz de paridad. El requerimiento de una intervención de mercado cooperativa marcó la diferencia clave entre este sistema y el sistema Bretton Woods. Sin embargo de manera similar al sistema Bretton Woods, los miembros podían imponer controles de capital y otros desplazamientos de políticas monetarias en países responsables de tipos de cambio aproximándose a sus límites, identificado como un indicador divergente que medía las desviaciones del valor de la UME.: 496–497 : 29–30  Los tipos de cambio centrales de la matriz de paridad podían ser ajustados en circunstancias excepcionales, y eran modificados cada ocho meses en promedio durante los primeros cuatro años de operación del sistema.: 160  Durante su vida útil de 20 años, estas tasas centrales fueron ajustadas más de 50 veces.: 7 

#### Nacimiento de la Organización Mundial de Comercio: 1994

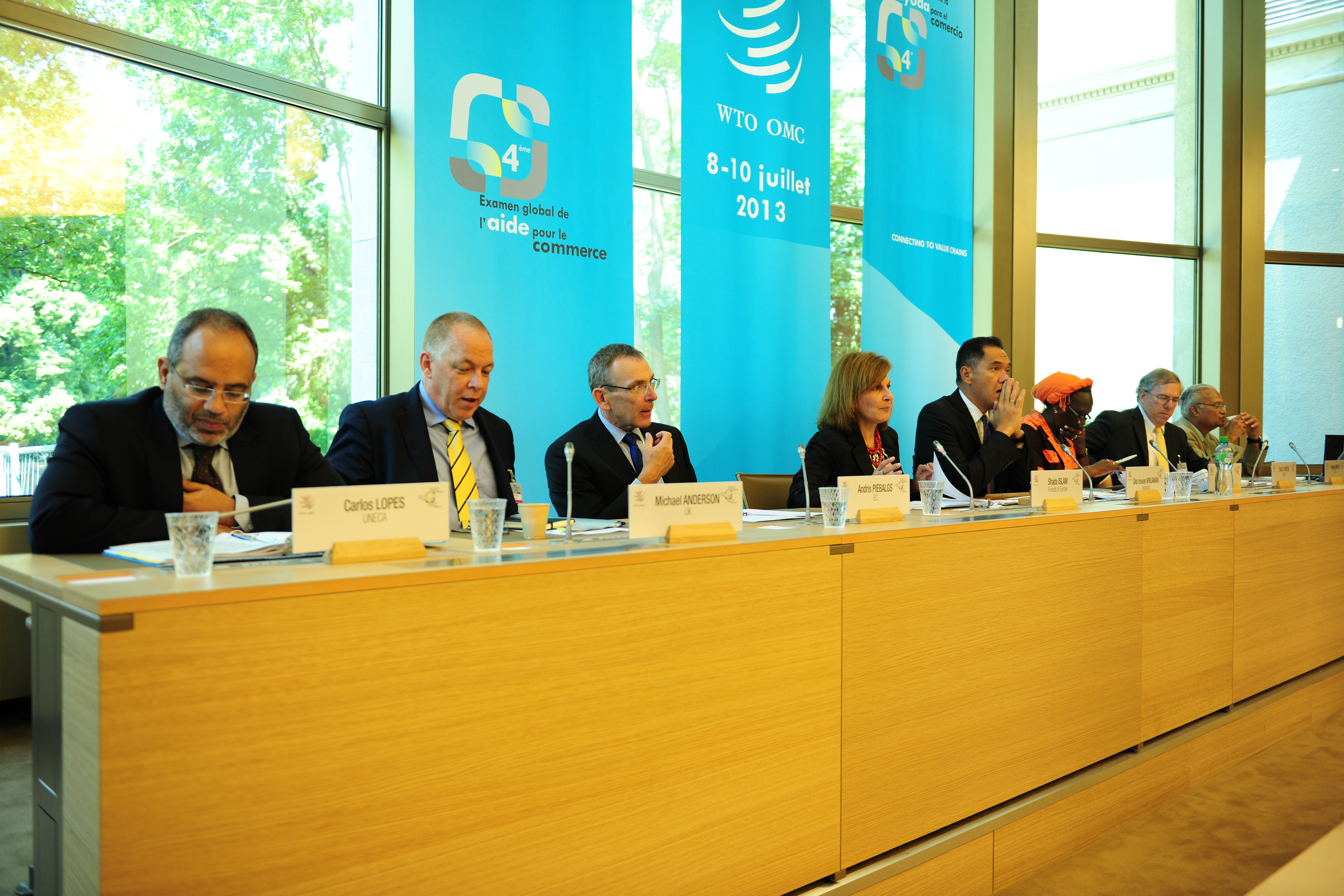
Cuarto informe de ayuda para el comercio de la OMC "Conectando a las cadenas de valor" - 8–10 July 2013.

La Ronda de Uruguay de las negociaciones comerciales multilaterales de los GATT tuvieron lugar de 1986 a 1994, con 123 naciones interesándose en los acuerdos alcanzados en las negociaciones. Ente estos logros estaba la liberalización del comercio de bienes agrícolas y textiles, el Acuerdo General sobre el Comercio de Servicios, y acuerdos sobre derechos de propiedad intellectual. La manifestación clave de esta ronda fue el acuerdo Marrakech firmado en abril de 1994, el cual establecía a la Organización Mundial de Comercio (OMC). La OMC es una organización internacional de comercio, encargada de continuar el mandato del GATT de promover el comercio, gobernar relaciones comerciales, y prevenir prácticas o políticas dañinas para el comercio. Comenzó a operar en enero de 1995. Comparado con su predecesor el GATT, la OMC presenta un mecanismo mejorado para asentar disputas comerciales debido a que la organización está basada en membresías y no dependiendo de consensos como las negociaciones comerciales tradicionales. Esta función fue diseñada para solucionar las debilidades previas en las cuales las partes en disputa recurren a retrasos, obstrucción de negociaciones o imcumplimientos.: 181 : 459–460 : 47  En 1997, los miembros de la OMC lograron un acuerdo el cual los obligaba a suavizar sus restricciones en cuanto a servicios financieros comerciales, incluyendo servicios bancarios, comercio de valores, y servicios de seguros. Estos compromisos entraron en vigor en marzo de 1999, consistiendo en 70 gobiernos que correspondía a aproximadamente el 95% de los servicios financieros a nivel mundial.

### Integración financiera y crisis sistémica: 1980-presente

Número de países experimentando crisis bancarias en cada año desde 1800. Esto cubre 70 países. La característica dramática de esta gráfica es la ausencia virtual de crisis bancarias durante el periodo del Sistema Bretton Woods, 1945 a 1971. Este análisis es similar a la figura 10.1 en Rogoff y Reinhart (2009)

La integración financiera entre las naciones industrializadas creció substancialmente durante los años 80s y 90s, de la misma manera en que lo hizo la liberación de las cuentas de capital.: 15  La integración entre los mercados fanciers y los bancos produjo beneficios como una mayor productividad y el amplio reparto del riesgo en la macroeconomía. La interdependencia resultante también tuvo un importante costo en términos de vulnerabilidad compartida y una mayor exposición a riesgos sistémicos.: 440–441  Como complemento de la integración financiera en las décadas recientes gumbo una sucesión de desregulación, en la cual los países abandonaron regulaciones sobre el comportamiento de los intermediarios financieros y simplificaron los requisitos de divulgación al público y a las autoridades regulatorias.: 36–37  A medida que las economías se volvieron más abiertas, las naciones comenzaron a estar más expuestas a crisis externas. Los economistas han argumentado que una mayor integración financiera a nivel mundial habría resultado en flujos de capital más volátiles, incrementando por lo tanto el potencial de turbulencia en el mercado financiero. Dada una mayor integración entre las naciones, una crisis sistémica en una puede fácilmente infectar a las demás.: 136–137  En los años 80 y 90 se presenció una ola de crisis cambiarias e incumplimientos soberanos, incluyendo el lunes negro en 1987, la crisis del Sistema Monetario Europeo en 1992, la Crisis económica de México de 1994 , la crisis financiera asiática en 1997, la Crisis financiera rusa de 1998, y la Crisis económica argentnina (1998-2002).: 254 : 498 : 50–58 : 6–7 : 26–28  Estas crisis difirieron en términos de su amplitud, causas y agravantes, entre los cuales estuvieron las luchas de capital resultantes de los ataques especulativos en los tipos de cambio fijos los cuales se percibía estaban mal preciados dada una política fiscal de la nación,: 83  satisfaciendo as mismo los ataques especulativos de los inversores esperando que otros inversores siguieran el patrón dadas las existentes dudas acerca de la estabilidad de la moneda nacional,: 7  la falta de acceso a mercados domésticos de capital en los países con mercados emergentes,: 87  y las reversiones de la cuenta de capital durante condiciones de movilidad de capital limitada y sistemas bancarios disfuncionales.: 99 
Continuando la investigación de las crisis sistémicas que azotaron a los países en desarrollo a lo largo de los años 90s, los economistas han llegado al acuerdo de que la liberalización de flujos de capital implica importantes prerrequisitos si estos países esperan observar los beneficios ofrecidos por la globalización financiera. Dichas condiciones incluyen políticas macroeconómicas estables, políticas fiscales saludables, regulaciones bancarias sólidas, y fuerte protection legal de derechos de propiedad. Los economistas favorecen la adherencia a una secuencia organizada de promover la inversión extranjera directa, liberalizando el capital social doméstico, y aceptando las salidas de capital y la movilidad de capital a corto plazo una vez que el país haya logrado tener mercados domésticos de capital y haya establecido un acertado marco regulatorio.: 25 : 113  Una economía de mercado emergente debe desarrollar una divisa confiable a los ojos de ambos, inversionistas domésticos y extranjeros para contemplar los beneficios de la globalización así como una mayor liquidez, mayor ahorro a tasas de interés más altas, y un crecimiento económico acelerado. Si un país se adopta un acceso descontrolado a los mercados de capital extranjeros sin mantener una divisa confiable, entonces se vuelve vulnerable a las peleas especulativas de capital y paralizaciones, lo cual implica altos costos económicos y sociales.: xii 
Los países buscaban mejorar la sustentabilidad y transparencia del sistema financier global en respuesta a las crisis en los años ochenta y noventa. El Comité de Basilea se formó en 1974 por los gobernadores de los bancos centrales de los miembros del G10 para facilitar la cooperación en la supervisión y regulación de las prácticas bancarias. Tiene su sede en el Banco para Acuerdos Internacionales en Basilea, Suiza. El comité ha mantenido gran número de rondas de deliberación conocidas comúnmente como los Acuerdos de Basilea. El primero de estos acuerdos, conocido como el Basilea I fue motivado por las preocupaciones sobre si los grandes bancos multinacionales estaban regulados apropiadamente, partiendo de observaciones durante la Crisis de la deuda latinoamericana de los años 80s. Después del Basilea I, el comité publicó recomendaciones de nuevos requerimientos de capital para los bancos, los cuales fueron implementados por las naciones del G10 cuatro años más tarde. En 1999 el G10 estableció el Foro de Estabilidad Financiera (reconstituido por el G20 en el 2009 como el Panel de Estabilidad Financiera) para facilitar la cooperación entre agencias regulators y promover la estabilidad en el sistema financiero global. Se le atribuyó al foro el desarrollo y codificación de doce estándares internacionales y la implementación de los mismos.: 222–223 : 12  El acuerdo Basilea II se estableció en el 2004 y de nuevo enfatizaba los requisitos de capital como un resguardo contra el riesgo sistémico así como la necesidad de consistencia global en regulaciones bancarias para que no existieran bancos operando internacionalmente que se encontraran en desventaja competitiva. Era motivado por lo que era visto como deficiencias del primer acuerdo como una pobre divulgación del perfil de riesgo de los bancos y supervisión por cuerpos regulatorios. Los miembros lo implementaron lentamente, los mayores esfuerzos de la Unión Europea y Estados Unidos tomaron lugar hasta el 2007 y 2008.: 153 : 486–488 : 160–162  En el 2010, el Comité Basilea revisó los requisitos de capital en un conjunto de mejoras al Basilea II conocido como Basilea III, el cual se centró en una requisito de una razón de apalancamiento prohibiendo apalancamientos excesivos por parte de los bancos. Además de una razón de fortalecimiento, Basilea III modificó las fórmulas utilizadas para medir el riesgo y calcular los límites de capital necesarios para mitigar el riesgo de los bancos, concluyendo que el límite de capital debe ser establecido al 7% del valor de los activos ponderados con base en el riesgo de los bancos.: 274 

#### Nacimiento de las Unión Económica y Monetaria de la Unión Europea 1992
En febrero de 1992, los países de la Unión Europea firmaron el Tratado de Maastricht el cual destacaba un plan de tres etapas para acelerar el progreso hacia una Unión Económica y Monetaria (UEM). La primera etapa estaba centrada en liberalizar la movilidad de capital y alinear las políticas macroeconómicas entre los países. La segunda etapa estableció el Instituto Monetario Europeo el cual fue finalmente disuelto a la par del establecimiento en 1998 del Banco Central Europeo (BCE) y el Sistema Europeo de Bancos Centrales. Un factor clave para el Tratado Maastricht era destacar el criterio de convergencia que los miembros de la UE tendrían que satisfacer antes de que se les permitiera proceder. La tercera y última etapa introdujo una divisa común para circulación conocida como el Euro, adoptada por once de los entonces quince miembros de la Unión Europea en enero de 1999. Al hacer esto, ellos abandonaban su soberanía en términos de política monetaria. Estos países continuaron circulando sus monedas de curso legal, intercambiables por euros a tasas fijas, hasta el 2002 cuando el BCE comenzó a emitir monedas y papel moneda oficial del Euro. Hasta el 2011 la UEM comprendía de 17 naciones que habían emitido el Euro y 11 estados no- Euro.: 473–474 : 45–4 : 7 : 185–186 

#### Crisis financiera global
Después de la turbulencia de mercado de las crisis financieras de los años 90s y los atentados del 11 de septiembre en Estados Unidos en el 2001, la integración financiera se intensificó entre las naciones desarrolladas y los mercados emergentes, con un crecimiento substancial en los flujos de capital entre los bancos y en el comercio de derivados financieros y productos financieros estructurados. Los flujos internacionales de capital a nivel mundial se crecieron de $3 trillones a $11 trillones de dólares estadounidenses del 2002 al 2007, principalmente en forma de instrumentos a corto plazo del mercado de dinero. Estados Unidos experimentó crecimiento en tamaño y complejidad de las firmas comprometidas en un amplio rango de servicios a través de las fronteras en el levantamiento del Acta Gramm-Leach-Bliley la cual suprimía al Acta Glass Stegall de 1933, dando fin a las limitaciones de las actividades de inversión de los bancos comerciales. Las naciones industrializadas comenzaron a depender más de capital financiero para financiar oportunidades de inversión doméstica, resultando en flujos de capital sin precedentes a economías avanzadas por parte de países en desarrollo, como se refleja en los desequilibrios mundiales los cuales crecieron 6% del producto bruto mundial en 2007 del 3% en 2001.: 19 : 129–130 
La crisis financiera global precipitada en el 2007 y 2008 compartió algunos de los rasgos clave exhibidos por la ola de crisis financieras de los años 90s, incluyendo entradas de capital aceleradas, marcos regulatorios débiles, políticas monetarias lazas, comportamiento gregario durante las burbujas de inversión, colapso en el precio de activos y continuo desapalancamiento. Los problemas sistémicos se originaron en los Estados Unidos y otras naciones avanzadas.: 133–134  De manera similar a la Crisis de Asia de 1997, la crisis global trajo consigo vastos préstamos por banks emprendiendo inversiones improductivas de bienes raíces así como estándares débiles de gobierno corporativo entre intermediarios financieros. Particularmente en los Estados Unidos, la crisis se caracterizó por una creciente titulización de activos de mora, grandes déficits fiscales y un excesivo financiamiento en el sector vivienda.: 18–20 : 21–22  Mientras que la burbuja inmobiliaria en los EU desencadenó la crisis financiera, la burbuja fue financiada por capital extranjero proveniente de diversos países. Debido a que sus efectos contagiosos comenzaron a infectar a otras naciones, la crisis se convirtió en un precursor de la recesión económica global ahora conocida como la Gran Recesión. En el levantamiento de la crisis, el volumen total del comercio mundial en bienes y servicios cayó 10% del 2008 al 2009 y no se recuperó hasta el 2011, con una creciente concentración en los países de mercados emergentes. La crisis financiera global demostró los efectos negativos de la integración financiera mundial, haciendo énfasis en como y si algunos países deberían desvincularse a sí mismos del sistema.: 3 

#### Crisis de la zona euro
En el 2009, gobierno en Grecia recientemente elegido reveló la falsificación de la información de su presupuesto nacional, y que su déficit fiscal para el año era de 12.7% del PIB en comparación con el 3.7% establecido por la administración previa. Estas noticias alertaron a los mercados al hecho de que el déficit de Grecia excedería el máximo de la zona euro de 3% señalado por el Pacto de Estabilidad y Crecimiento de la Unión Económica y Monetaria. Los inversionistas preocupados acerca de un incumplimiento soberano rápidamente vendieron bonos Griegos. Dada la decisión previa de Grecia de adoptar al euro como su moneda, ya no poseía autonomía de política monetaria y no podía intervenir para depreciar una moneda nacional para absorber el impacto e impulsar la eficiencia, y era la solución tradicional a fugas de capital repentinas. Esta crisis demostró ser contagiosa cuando se expandió a Portugal, Italia y España (junto con Grecia se les llamaba colectivamente PIGS). Las agencias calificadoras degradaron los instrumentos de deuda de estos países en el 2010 los cuales posteriormente incrementaron la suntuosidad de refinanciamiento o repago de sus deudas nacionales. La crisis continuó expandiéndose y pronto creció hasta convertirse en una deuda soberana Europea que amenazaba la recuperación económica en el despertar de la Gran Recesión. En conjunto con el FMI, los miembros de la Unión Europea recopilaron un rescate financiero de 750 billones de euros para Grecia y otras naciones afectadas. Adicionalmente la BCE se comprometió a adquirir bonos de las naciones afectadas de la eurozona en un esfuerzo para mitigar el riesgo de un pánico en el sistema bancario. La crisis es conocida por los economistas como una señal de profunda integración financiera en Europa, constrastado con la falta de integración fiscal y unificación política necesaria para prevenir o responder efectivamente a las crisis. El Ministro Federal de Finanzas alemán Wolfgang Schäuble solicitó la expulsión ciertos países de la eurozona. Lo que ahora se conoce como crisis de la zona euro, ha estado presente desde el 2009 y recientemente ha comenzado a incluir la Crisis financiera de Chipre 2012-2013.: 12–14 : 579–581 

## Implicaciones del capital globalizado

### Balanza de pagos

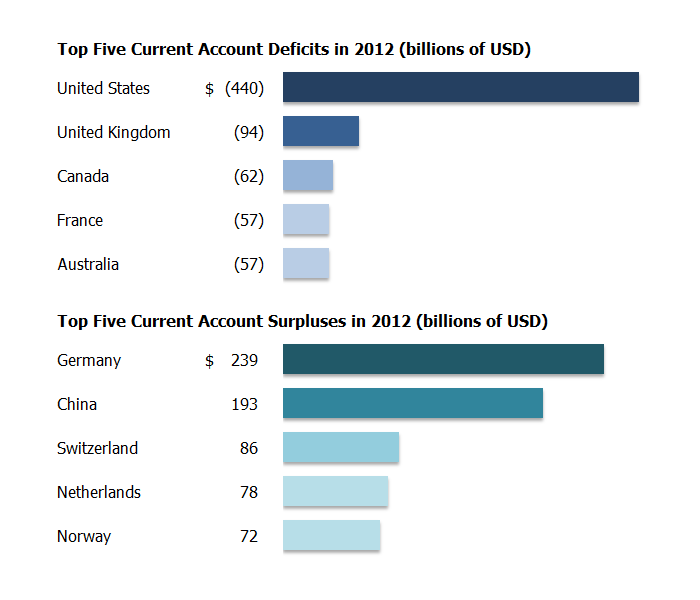
Top cinco de los déficits de cuenta corriente y superávits en billones de dólares estadounidenses en el año 2012 basado en información de la Organisation for Economic Co-operation and Development.

Las cuentas de la balanza de pago resumen los pagos realizados o recibidos de países extranjeros. Los recibos son considerados transacciones de crédito mientras que los pagos son considerados transacciones de débito. La balanza de pagos en una función de tres componentes: transacciones que involucran importación o exportación de bienes y servicios de la cuenta corriente, transacciones que involucran adquisición o venta de activos financieros de la cuenta financiera, y transacciones que involucran transacciones no convencionales de riqueza de la cuenta de capital.: 306–307  La cuenta corriente resume tres variables: el balance comercial, el factor neto de ingreso del exterior, y las transferencias netas unilaterales. La cuenta financiera resume el valor de las exportaciones contra importaciones de activos, y la cuenta de capital resume el valor de la transference de activos recibidos netos de transferencias realizadas. La cuenta de capital también incluye la cuenta de la reserva oficial, la cual resume las adquisiciones y ventas de divisa doméstica por parte de los bancos centrales, tipo de cambio, oro, y Derechos Especiales de giro con propósitos de mantener o utilizar las reservas bancarias.: 66–71 : 169–172 : 32–35 
Debido a que la balanza de pagos suma cero, un superávit en la cuenta corriente indica un déficit en las cuentas de activos y viceversa. Un superávit en la cuenta corriente o déficit indica hasta que puerto un país depende de capital extranjero para financiar su consumo e inversión, y si está viviendo más allá de sus medios. Por ejemplo, asumiendo un balance de cero de la cuenta de capital (por lo tanto no hay transferencias de activos disponibles para financiar), un déficit de cuenta corriente de 1 billón de euros implica un superávit en la cuenta financiera (o exportaciones netas de activos) de un millón de euros. Un exportador neto de activos financieros es conocido como un prestatario, intercambiando futuros pagos por consumo presente. Además, una exportación neta de activos financieros indica un crecimiento en la deuda de un país. Desde esta perspectiva, la balanza de pagos vincula el ingreso de un país a su gasto indicando el grado al cual los desequilibrios de la cuenta corriente están financiados con capital doméstico o extranjero, lo cual destaca la manera en que la riqueza de un país se forma a lo largo del tiempo.: 73 : 308–313 : 203  Una posición saludable de la balanza de pagos es importante para el crecimiento económico. Si los países experimentando crecimiento en demanda tienen problemas para sostener una balanza de pagos saludable, la demanda puede disminuir, llevando a: un inusual exceso de oferta, desaliento de inversión extranjera y exportaciones menos atractivas lo que puede reforzar un ciclo negativo que intensifique los desequilibrios de pagos.: 21–22 
La riqueza exterior de un país se mide por el valor de sus activos extranjeros netos de sus obligaciones extranjeras. Un superávit en la cuenta corriente (y un correspondiente déficit en la cuenta financiera) indica un incremento en la riqueza exterior mientras que un déficit indica una disminución. Además de las indicaciones de la cuenta corriente acerca de si un país es un comprador o vendedor neto de activos, los desplazamientos en la riqueza exterior de un país se ven influenciados por ganancias de capital y pérdidas de capital en inversiones extranjeras. Tener una riqueza exterior positiva significa que un país es un prestamista neto (o acreedor) in la economía mundial, mientras que una riqueza exterior negative indica un prestatario neto (o deudor).: 13, 210 

### Riesgo financiero particular
Las naciones y los negocios internacionales enfrentan un conjunto de riesgos financieros particulares de la actividad de inversión extranjera. El riesgo político es el potencial de pérdidas a partir de la inestabilidad política de un país o por otra parte desarrollos no favorables, los cuales se manifiestan en diferentes formas. El riesgo de transferencia enfatiza las incertidumbres que rodean al control de capital y la balanza de pagos de un país. El riesgo operacional caracteriza las preocupaciones sobre las políticas regulatorias de un país y su impacto en las actividades empresariales normales. El riesgo de control nace de las incertidumbres que rodean la propiedad y derechos en la operación de inversiones extranjeras directas.: 422  El riesgo de crédito implica que los prestamistas deberán enfrentar un ausente o desfavorable marco regulatorio que logra poca o ninguna protección legal de inversiones extranjeras. Por ejemplo, los gobiernos extranjeros podrían comprometerse con in incumplimiento soberano o de otro modo repudiar sus obligaciones de deuda a los inversionistas internacionales sin ninguna consecuencia. Los gobiernos deben decidir si expropiar o nacionalizar los activos mantenidos por el extranjero o decretar políticas forzadas siguiendo la decisión de un inversionista de adquirir activos en el país receptor.: 14–17  El riesgo país comprende ambos, riesgo político y riesgo de crédito, y representa el potencial de desarrollo anticipado en un país anfitrión para amenazar su capacidad para el pago de deuda y la repatriación de ganancias provenientes de intereses y dividendos.: 425, 526 : 216 

## Participantes

### Actores Económicos
Cada una de las funciones económicas centrales, consumo, producción, e inversión, se han globalizado enormemente en las últimas décadas. Mientras que los consumidores incrementan la importación de bienes extranjeros o adquieren bienes domésticos producidos con insumos extranjeros, las empresas continúan expandiendo su producción internacionalmente para satisfacer el creciente consumo globalizado en la economía mundial. La integración financiera internacional les ha dado a los inversionistas la oportunidad de diversificar sus portafolios de activos al invertir en el extranjero.: 4–5  Los consumidores, las corporaciones multinacionales, y ambos, tanto individuos como inversionistas institucionales (como instituciones financieras y bancos) son los actores económicos clave en el sistema financiero global. Los bancos centrales (como el Banco Central Europeo o el Sistema de Reserva Federal de EU) llevan a cabo operaciones de mercado abiertas en sus esfuerzos para alcanzar los objetivos de la política monetaria.: 13–15 : 11–13, 76  Las instituciones financieras internacionales como las instituciones Bretton Woods, bancos multilaterales de desarrollo y otras instituciones financieras de desarrollo proveen financiamiento de emergencia a países en crisis, proveen herramientas de mitigación de riesgo para prospectos de inversionistas internacionales y acumulan capital para el desarrollo financiero e iniciativas de reducción de pobreza.: 243  Las organizaciones de comercio como la Organización Mundial de Comercio, Instituto de Finanzas Internacionales, y la Federación Mundial de Intercambio buscan facilitar las disputas comerciales y tratar aspectos económicos, promover estándares y patrocinar investigación y publicaciones estadísticas.

### Cuerpos regulatorios
Los objetivos explícitos de la regulación financier incluyen la búsqueda de estabilidad financiera por parte de los países, así como salvaguardar a los jugadores no sofisticados del mercado de actividades fraudulentas, mientras que los objetivos implícitos incluyen ofrecer un ambiente viable y competitivo para los del inversionistas del mundo.: 57  Una sola nación con gobierno funcional, regulaciones financieras, seguro de depósito, financiamiento de emergencia a través de ventanas de descuento, prácticas contables estándares y procedimientos legales establecidos, puede por sí misma desarrollar y crecer un sistema financiero doméstico saludable. Sin embargo en el contexto global, no existe una autoridad política central la cual pueda extender estos arreglos de manera global. En vez de eso, los gobiernos han cooperado para establecer un grupo de instituciones y prácticas que han evolucionado a lo largo del tiempo y hacen referencia colectivamente a la arquitectura financiera internacional.: xviii : 2  En esta arquitectura, las autoridades regulators como los gobiernos nacionales y las organizaciones intergubernamentales tienen la capacidad de influenciar a los mercados financieros internacionales. Los gobiernos nacionales usan sus ministerios de finanzas, tesorerías y agencias regulatorias para imponer aranceles y controles de capital extranjero o utilizan sus bancos centrales para llevar a cabo la intervención deseada en los mercados abiertos.: 17–21 
Existe cierto grado de autorregulación en la cual los bancos y otras instituciones financieras buscan operar con guías establecidas y publicadas por organizaciones multilaterales como el Fondo Monetario Internacional, o el Banco Mundial de Desarrollo ( particularmente el Comité Basilea en la Supervisión Bancaria y el Comité en el Sistema Financiero Global).: 33–34  Otros ejemplos de cuerpos regulatorios son: el Panel de Estabilidad financiera establecido para coordinar información y actividades entre países desarrollados; la Organización Internacional de Comisiones de Valores (OICV) la cual coordina la regulación de valores financieros; la Asociación Internacional de Supervisores de Seguros la cual promueve supervisión consistente de la industria de seguros, el Grupo de Acción Financiera Contra el Lavado de Dinero el cual facilita la colaboración en la lucha contra el lavado de dinero y el terrorismo financiero; la Junta de Normas Internacionales de Contabilidad, la cual publica y audita estándares contables. Existen acuerdos públicos y privados para apoyar y guiar a los países luchando con pago de deuda soberana, como el Club de París y el Club de Londres.: 22 : 10–11  Las comisiones nacionales de valores y otros reguladores financieros independientes supervisan las actividades del mercado de divisas de sus industrias.: 61–64  Un ejemplo de un regulador supranacional en Europa son la Autoridad Bancaria Europea la cual identifica riesgos sistémicos y debilidades institucionales además anula la los reguladores nacionales.

### Organizaciones de investigación y otros foros
Las instituciones académicas y de investigación, asociaciones profesionales, y grupos de reflexión buscan observar, modelar, entender y publicar recomendaciones para mejorar la transparencia y efectividad del sistema financiero global. Por ejemplo, el no partidista Foro Económico Mundial facilita la Agenda de Consejo Global en el Sistema Financiero Global en el Sistema Monetario Internacional, el cual reporta los riesgos sistémicos y establece recomendaciones de políticas. La Asociación de Mercados Financieros Globales facilita la discusión de asuntos financieros globales entre los miembros de diversas asociaciones alrededor del mundo. El Grupo de los 30 se formó en 1978 como un grupo privado de consultores, investigadores y representantes enfocados en mejorar el entendimiento de la economía internacional y las finanzas globales.

## Futuro del sistema financiero global
El FMI ha reportado que el sistema financiero global esta en el camino a una estabilidad financiera mejorada, pero enfrenta un grupo de retos transicionales asumidos por las vulnerabilidades regionales y los regímenes políticos. Un desafío es gestionar la separación de Estados Unidos de su política monetaria flexible. Realizar dicha acción de manera elegante y ordenada puede ser difícil debido a que los mercados se ajustan para reflejar las expectativas de los inversionistas de un nuevo régimen monetario con tasas de interés más altas. Las tasas de interés se podrían elevar muy bruscamente si se agravan por un declive estructural en la liquidez del mercado a partir de tasas de interés más altas y una mayor volatilidad, o por desapalancamiento en valores a corto plazo y en el Sistema Bancario Paralelo (particularmente en el mercado hipotecario y en el Real Estate Investment Trust). Otros bancos centrales están contemplando maneras de retirar políticas monetarias no convencionales empleadas en años recientes. Sin embargo algunas naciones, como Japón, están aplicando programas de estímulo a gran escala para combatir las presiones deflacionarias. Las naciones de la zona euro implementaron infinidad de reformas enfocadas en fortalecer la unión monetaria y mitigar la tensión en los bancos y gobiernos. Algunas naciones europeas como Portugal, Italia y España continúan teniendo problemas con sectores corporativos fuertemente apalancados y mercados financieros fragmentados en los que los inversionistas se enfrentan a ineficiencia de precios y dificultad para identificar activos de calidad. Los bancos que operan en dichos entornos podrían necesitar provisiones más fuertes para soportar los ajustes de mercado correspondientes y absorber las pérdidas potenciales. Las economías de mercados emergentes se enfrentan desafíos a una mayor estabilidad debido a que los mercados de indican haber aumentado la sensibilidad a la relajación monetaria proveniente de inversionistas externos inundando los mercados domésticos, representando una exposición a potenciales fugas de capital ocasionadas por un fuerte apalancamiento corporativo en entornos de crédito expansionarios.: xi–xiii 
La crisis financiera global y la Gran Recesión provocaron un discurso renovado de la arquitectura del sistema financiero global. Estos eventos ocasionaron que las personas pusieran atención a la integración financiera, las deficiencias de la gobernanza global.: 2–9  Desde el establecimiento en 1945 de un sistema monetario formal a nivel internacional con el FMI posicionado como su custodio, el mundo ha atravesado diversos cambios políticos y económicos. Esto ha alterado fundamentalmente el paradigma en el cual operan las instituciones financieras, incrementando las complejidades de los mandatos del FMI y el Banco Mundial.: 1–2   La falta de apego a un sistema monetario formal ha creado una anulación de límites globales sobre políticas macroeconómicas nacionales y un déficit de gobernanza de actividades financieras basada en normas.: 4  El economista francés y Director Ejecutivo del Comité de Reinvención Bretton Woods del Foro Económico Mundial, Marc Uzan, ha señalado que algunas propuestas radicals como "un banco central global o una autoridad financiera global" han sido consideradas imprácticas, conduciendo a una consideración de esfuerzos a mediano plazo para mejorar la transparencia y la divulgación, fortalecer los entornos de los mercados emergentes, fortalecer entornos regulatorios en naciones avanzadas, y mejorar la moderación de la cuenta de capital y la selección del régimen de tipo de cambio en mercados emergentes. También ha hecho llamadas de atención al incremento de participación del sector privado en la gestión de crisis financieras y el aumento de recursos de las instituciones multilaterales.: 1–2 
La evaluación del Consejo de Relaciones Exteriores  sobre las finanzas globales establecen que excesivas instituciones con superposición de directivos y limitados márgenes de autoridad, asociados con la dificultad de alinear los intereses nacionales con las reformas internacionales, son las dos debilidades claves que inhiben la reformación financiera global. Las naciones actualmente no disfrutan de una estructura comprensiva para la coordinación de políticas macroeconómicas, y desequilibrios del ahorro global han abundado antes y después de la crisis financiera al grado de que el estatus de Estados Unidos como el administrador de la divisa de reserva mundial fue puesta en duda. Los esfuerzos post-crisis para buscar políticas macroeconómicas enfocadas en estabilizar los mercados de divisas aún deben institucionalizarse. La falta de consenso internacional en como es la mejor manera de monitorear y gobernar las actividades de banca e inversión amenaza la habilidad mundial para prevenir futuras crisis financieras globales. La lenta y algunas veces retrasada implementación de regulaciones bancarias que vayan de acuerdo con el criterio del Basilea III significa que la mayoría de los estándares no tendrán efecto hasta 2019, representando una continua exposición de las finanzas globales a riesgos sistémicos no regulados. A pesar del Basilea III y otros esfuerzos por parte del G20 para fortalecer la capacidad del Panel de Estabilidad Financiera para facilitar la cooperación y estabilizar cambios regulatorios, la regulación existe predominantemente en los niveles nacionales y regionales.

### Esfuerzos de reforma
El execonomista en jefe del Banco Mundial y expresidente del Consejo de Asesores Económicos Joseph E. Stiglitz se refirió a finales de los 90 a un consenso en crecimiento de que algo está mal con un sistema teniendo la capacidad para imponer altos costos en un gran número de personas que difícilmente son siquiera participantes en los mercados financieros internacionales, ni especulando en inversiones internacionales ni pidiendo prestado en monedas extrajeras. El argumenta que las crisis extranjeras tienen fuertes repercusiones a nivel mundial, en parte debido al fenómeno de riesgo moral, particularmente cuando firmas multinacionales invierten deliberadamente en bonos gubernamentales de alto riesgo en anticipación de un rescate nacional o internacional. A pesar de que las crisis pueden ser superadas por financiamiento de emergencia, utilizar rescates coloca un fuerte carga en los contribuyentes viviendo en los países afligidos, y los altos costos dañan los estándares de vida. Stieglitz ha recomendado encontrar maneras de estabilizar los flujos internacionales de corto plazo sin afectar adversamente la inversión extranjera directa a largo plazo la cual usualmente trae consigo nueva difusión de conocimiento y avances tecnológicos a las economías.
El economista americano y expresidente de la Reserva Federal Paul Volcker ha establecido que la falta de consenso internacional en aspectos clave amenaza la reforma del sistema financiero global. Él establece que posiblemente el aspecto más importante es un acercamiento unificado a abordar las fallas de instituciones financieras sistemáticamente importantes, notando que los contribuyentes y las autoridades de gobernanza se han desilusionado con deplorables ingresos de fiscales para rescatar a los acreedores para motivo de detener el contagio y mitigar el desastre económico. Volcker ha expresado un arreglo de potenciales medidas coordinadas:   mayores políticas de vigilancia por parte del Fondo Monetario Internacional y el compromiso por parte de las naciones para adoptar mejores prácticas, la consulta obligatoria de parte de cuerpos multilaterales conduciendo a recomendaciones políticas más directas, controles más estrictos de calificación para financiamiento de emergencia (como aquellos ofrecidos por el FMI o los bancos centrales), han mejorado estructuras incentivas con penalizaciones financieras.
El gobernador del Banco de Inglaterra y exgobernador del Banco de Canadá Mark Carney ha descrito dos acercamientos a la reforma financiera global: blindar a las instituciones financieras de efectos económicos cíclicos fortaleciendo a los bancos individualmente, y defendiendo a los ciclos económicos de los bancos mejorando la resiliencia sistémica. Fortalecer a las instituciones financieras exige requerimientos de capital más fuertes y provisiones de liquidez, así como una mejor medición y gestión de riesgos. El G-20 estuvo de acuerdo con los nuevos estándares presentados por el Comité Basilea sobre Supervisión Bancaria en su cumbre del 2009 en Pittsburgh, Pensilvania. Los estándares incluían objetivos de razones de apalancamiento establecidos por Basilea II. Mejorar la resiliencia del sistema financiero global requiere protecciones que permitan al sistema soportar fallas institucionales y de mercado. Carney argumenta que los legisladores han convergido en la postura de que las instituciones deben soportar la carga de pérdidas financieras durante futuras crisis financieras, y dichas ocurrencias deberían estar bien definidas y planeadas previamente. Él sugiere que otros reguladores nacionales siguen a Canadá en establecer procedimientos de intervención por etapas que requieren que los bancos se comprometan a lo que el denominó "testamento vital" el cual detallaría planes para una quiebra bancaria disciplinada.

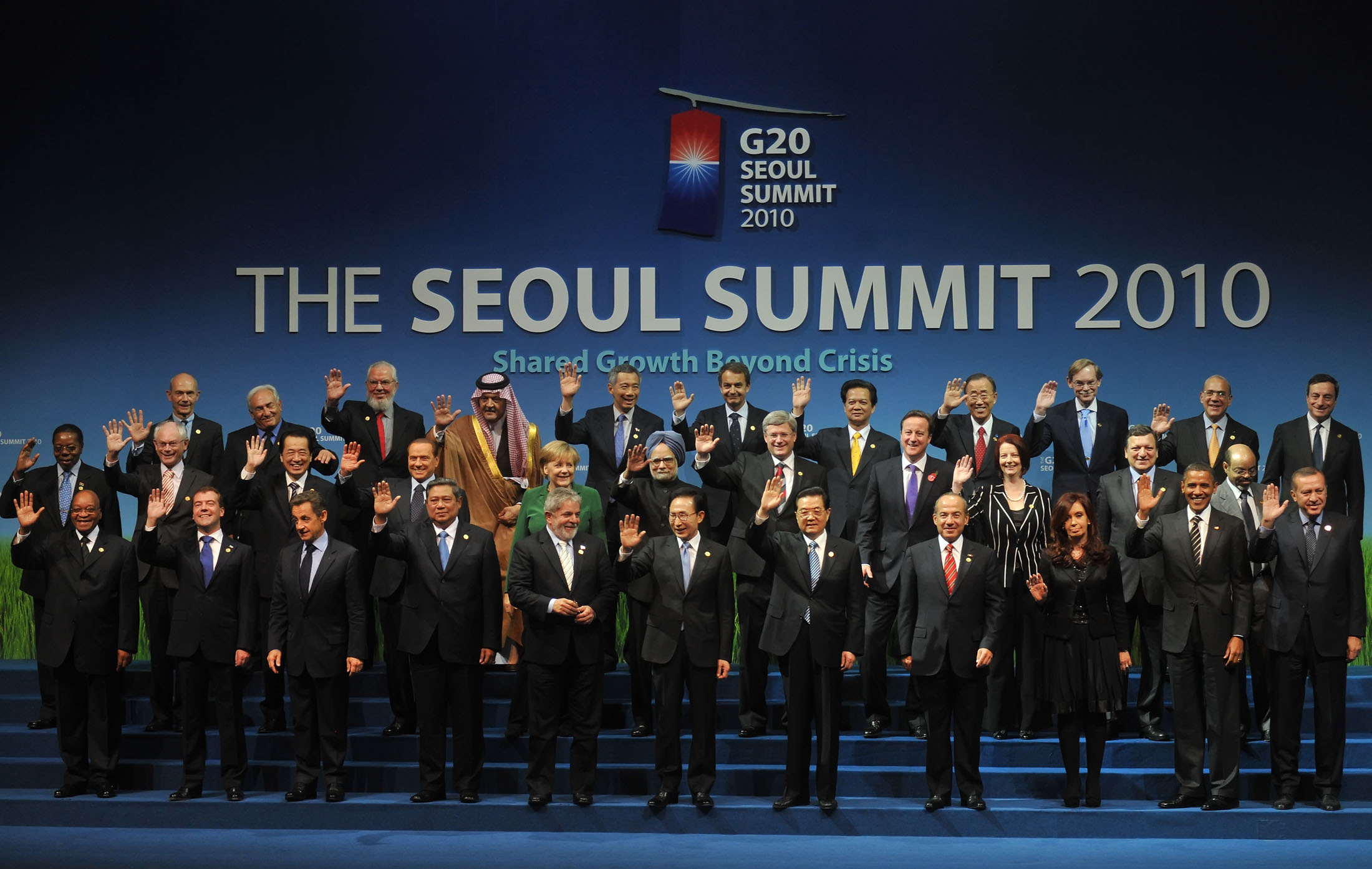
Líderes mundiales en el foro 2010 G-20 en Seúl, Corea del Sur, avaló los estándares del Basilea III para la regulación bancaria.

En su congreso del 2010 en Seoul, Corea del Sur, el G-20 colectivamente avaló una nueva adecuación de los estándares de recolección de capital y liquidez para los bancos, recomendados por el Basilea III. Andreas Dombret del Panel Ejective del Deutsche Bundesbank ha señalado una dificultad en identificar a las instituciones que constituyen importancia systemic por vía de su tamaño, complejidad y grado de interconectividad en el sistema financiero global, y que deben realizarse esfuerzos para identificar un grupo de 25 o 30 instituciones sistémicas globalmente indisputables El sugirió que se mantengan a estándares más altos que aquellos propuestos por el Basilea III,  y que a pesar de las inevitables quiebras bancarias, dichas quiebras no deben hundir consigo a los sistemas financieros en los que participan. Dombret ha promovido una reforma regulatoria que vaya más allá de las regulaciones bancarias y ha argumentado en favor de una mayor transparencia a través de divulgación pública y una mayor regulación del sistema bancario paralelo.
El presidente del Federal Reserve Bank of New York y vicepresidente del Federal Open Market Committee William C. Dudley ha argumentado que un sistema financiero global regulado en una amplia base global es inalcanzable para apoyar una economía mundial con firmas financieras globales. En el 2011, él promovió cinco patrones para mejorar la seguridad del sistema financiero global: un requerimiento especial de capital para las instituciones consideradas sistemáticamente importantes; un campo de juego que desaliente la explotación de ambientes regulatorios desiguales y políticas de empobrecer al vecino que sirven a las "circunscripciones nacionales al costo de la estabilidad financiera global"; cooperación superior entre regímenes regulatorios regionales y nacionales con protocolos más amplios para compartir información como registros de derivados del mercado extrabursátil; una delimitación mejorada de "las responsabilidades del país de origen versus el país anfitrión" cuando los bancos se encuentran en problemas; y procedimientos bien definidos para gestionar soluciones de emergencia de liquidez a través de límites en los que las partes son responsables del riesgo, términos y financiar dichas medidas.